# Supanara Sukhasvasti na Ayudhaya
Supanara S. N. A. (ur. 11 czerwca 1992, Chiang Mai) – tajski lekkoatleta specjalizujący się w skoku w dal oraz trójskoku.

## Osiągnięcia
- 2 medale mistrzostw świata juniorów młodszych (Bressanone 2009, złoto w skoku w dal oraz srebro w trójskoku)
- srebrny medal mistrzostw Azji juniorów w skoku w dal (Hanoi 2010)
- przeszedł eliminacje podczas mistrzostw świata juniorów (Moncton 2010), jednak nie wystartował w finale
- srebro mistrzostw Azji (Kobe 2011)
- odpadł w eliminacjach halowych mistrzostw świata w Stambule (2012)
- srebro igrzysk Azji Południowo-Wschodniej (Naypyidaw 2013)

## Rekordy życiowe
- skok w dal – 8,05 (2011) rekord Tajlandii[1]
- trójskok – 15,83 (2009)